# Joan Bagaria i Pigrau
Joan Bagaria i Pigrau   (Manlleu, 17 d'agost de 1958) és un matemàtic català, especialitzat en lògica i teoria de conjunts.
Es va doctorar en Lògica i Metodologia de la Ciència a Berkeley el 1991 sota la supervisió de Haim Judah i W. Hugh Woodin. Ha fet contribucions sobre forcing, nombres cardinals grans, combinatòria infinita i les seves aplicacions a d'altres àrees de les matemàtiques.
D'ençà 2001, ha estat Professor de Recerca a l'ICREA i a la Universitat de Barcelona. Fou el primer president de la Societat de Teoria de Conjunts (European Set Theory Society) europea des de 2008 a 2011. Compta amb desenes de treballs de recerca que han estat citats per la comunitat científica, i ha fet xerrades de divulgació científica.
El desembre del 2017 va formar part activa del col·lectiu de la comunitat científica que es va manifestar obertament contrari a l'aplicació de l'article 155 a Catalunya i a favor de la llibertat dels presos polítics catalans.